# Admir Aganović
Admir Aganović, född 25 augusti 1986 i Banovici, är en bosnisk före detta fotbollsspelare.
I juni 2015 bröt Assyriska FF kontraktet med Aganović och därefter skrev han på för Landskrona BoIS. Efter säsongen 2016 blev han inte erbjuden nytt kontrakt med Landskrona och fick lämna klubben.

### Webbkällor
- Admir Aganović på Svenska Fotbollförbundets webbplats
- Admir Aganović på National-Football-Teams.com (engelska)
- Admir Aganović på boishistoria.se